# Szczepanów (powiat Kamiennogórski)
Szczepanów (Duits: Tschöpsdorf) is een dorp in de Poolse woiwodschap Neder-Silezië. De plaats maakt deel uit van de gemeente Lubawka.